# La Charse
 (mars 2012).
Si vous disposez d'ouvrages ou d'articles de référence ou si vous connaissez des sites web de qualité traitant du thème abordé ici, merci de compléter l'article en donnant les références utiles à sa vérifiabilité et en les liant à la section « Notes et références ».
La Charse est un village de la commune française de Saint-Yrieix-les-Bois, située dans le département de la Creuse et la région Nouvelle-Aquitaine.

## Bâtiments notables
À la sortie du village en direction d'Ahun, l'ancienne école primaire est aujourd'hui transformé en salle polyvalente.